# Athalassa-See
Der Athalassa-See (griechisch Λίμνη Αθαλάσσας) ist ein natürlich entstandener und salzhaltiger See auf Zypern. Er ist etwa 275 Meter lang und maximal etwa 66 Meter breit.
Er ist einer der wenigen auf Zypern gelegenen natürlichen Seen, die salzig bzw. halbsalzig sind. Es gibt nur vier andere:
- Paralimni-See
- Salzsee von Larnaka
- Salzsee von Limassol
- Oroklini-See

## Lage
Der Athalassa-See liegt im Süden des Agios Georgios Parks, ein Teil des Waldparks von Athalassa, im Bezirk Nikosia auf Zypern. Nicht weit von dem See entfernt befindet sich nördlich Aglantzia, ein Vorort und eine Gemeinde von Nikosia, südöstlich der Weiler Penhill und westlich die Gemeinde Strovolos.

## Probleme
Fast jedes Jahr bei starken Regenfällen wird der See mit Müll gefüllt, da durch den schnellen Abstieg der Wildbäche Kalogiros und Vathis viel Abfall aus den Gebieten Latsia und Strovolos weggetragen wird.
Dazu gab es Ende Oktober 2017 ein Fischsterben im See. Anscheinend waren eine plötzliche Temperaturänderung und ein geringer Sauerstoffgehalt daran schuld, der durch den Zufluss von Wasser mit einem hohen Gehalt an Schwebstoffen infolge der jüngsten starken Regenfälle verursacht wurde.

## Flora und Fauna
Durch den Agios Georgios Park gibt es in der Nähe des Athalassa-Sees viele verschiedene Vegetationsarten und Tierarten, darunter Fische, Schildkröten, Enten, Reptilien und Vögel. Flora und Fauna des Parks leiden allerdings durch die Menschen.